# Wagaya no Oinari-sama
Our Home's Fox Deity. (яп. 我が家のお稲荷さま。 Вагая но Оинари-сама., «Инари в нашем доме») — серия ранобэ, написанная Дзин Сибамурой и иллюстрированная Эйдзо Ходэн. Выпуск первых серий романа состоялся в феврале 2004 года. Всего компанией ASCII Media Works было выпущено 7 книг, которые выходили под импринтом Dengeki Bunko. Позже на основе романа тот же автор создал мангу, которая выпускалась компанией MediaWorks в ежемесячном журнале Dengeki Comic Gao! с 27 февраля 2007 года. Позже манга начала выпускаться в другом журнале Dengeki Daioh.
На основе сюжета романа компанией Zexcs был также выпущен аниме-сериал, 24 серии которого транслировались по телеканалу Chiba TV с 6 апреля по 14 сентября 2008 года. Был лицензирован на территории США компанией NIS America под названием Our Home’s Fox Deity.

## Сюжет
Главные герои, братья Тагами — Нобору и Тору, отправились в провинцию, чтобы навестить умирающую бабушку и дядю по материнской линии. Приехав, они замечают, что бабушка, она же матриарх семьи Мидзути чувствует себя нормально и даже живо. Внезапно она сообщает, что мощь их клана сильно ослабла. Тору грозит теперь смерть со стороны демона, который хочет его съесть. Братья отправляются будить могущественного ёкая-кицунэ, девушку по имени Инари-сама, которую когда то запечатал клан Мидзути. Инари помогает братьям и защищает их, однако при условии, что поедет вместе с ними жить в город. Отныне Инари будет всегда защищать Нобору и Тору от любой угрозы и сама параллельно должна приспособиться к современному прогрессирующему миру.

## Список персонажей
Кугэн Тэнко (яп. 天狐 空幻 Тэнко Ку:гэн)
Кугэн — кицунэ и хранительница клана Мидзути уже много веков. Она была заточена священником из-за буйного поведения и выпускалась только в экстренных случаях. Была полностью освобождена Нобору и Тору, чтобы защитить их от демона, и теперь является их опекуном (так как будучи свободной, она не знала куда пойти). Её сила настолько велика, что она может уничтожить противника одним ударом. Весьма опытна и эрудирована, что помогает ей побеждать в битвах. Её элемент — металл, но Кугэн часто использует магию огня и иногда воды, если находит эти элементы поблизости. Несмотря на свой опыт, она ничего не знает о современных вещах и технологиях (вроде телевизоров). Кугэн может преобразовываться в мужчину, но предпочитает женское начало. Она привлекает к себе очень много людей противоположного пола из-за белых волос и голубых глаз. На людях обычно прячет лисьи уши под шляпу или убирает посредством магии, но уши могут сами появиться, если Кугэн увлекается. Дома обычно ходит в форме лисицы.
Сэйю: Юкана (женщина), Юити Накамура (мужчина)
Нобору Такагами (яп. 高上 昇 Такагами Нобору)
Старший сын семьи Такагами. Ему 16 лет. Известно также, что он глава клана Мидзути. Ходит в школьную секцию бадминтона с Мисаки Сакурой. Не обладает способностью к духовной силе, но остаётся спокойным во многих ситуациях. Хорошо понимает мятежность других людей и успокаивает их, применив правильный подход. Несмотря на то, что у него нет духовной силы, может распознать демона в облике человека. Он также ответственен за расходы в семье, и так как расходы слишком большие, он покупает еду только на больших скидках и готов посетить для этого несколько супермаркетов.
Сэйю: Такахиро Мидзусима
Тору Такагами (яп. 高上 透 Такагами То:ру)
Младший сын семьи Такагами. Ему 11 лет. По словам бабушки, в его крови течёт мощная энергия Инь Воды. По этой причине Тору становится приманкой для многих демонов. Имеет небольшую духовную силу и смог войти в контакт с покойной матерью во время её вознесения духа. По словам Кугэн, Тори очень похож на маленькую Юй (мать Тору).
Сэйю: Ю Симамура
Ко (яп. コウ Ко:)
Она мико и хранитель семьи Мидзути. Присматривает за Тору, Нобору и Кугэн и живёт вместе с ними в одном помещении. Пытается быть полезной и посвящает много времени работе и домашнему хозяйству, хотя сама плохо с ним справляется, так, например, разбила много посуды и сожгла дно горшка, когда хотела прокипятить воду. Также весьма социально неопытна. Но, несмотря на всё это, повелевает водным элементом и способна сражаться с духом. Внутри неё запечатан водный дракон, с помощью которого водная магия Ко возрастает во много раз. Готова беспрекословно выполнять все пожелания Нобору и Тору, даже если это будет стоить ей жизни, чем ставит порой братьев в неловкое положение. В одной серии показано, что она понимает язык животных.
Сэйю: Саори Хаями
Мисаки Сакура (яп. 佐倉 美咲 Сакура Мисаки)
Подружка и одноклассница Нобору. Хочет быть для него больше, чем просто другом. У неё очень богатое воображение, и Мисаки делает часто поспешные выводы по отношению к другим людям, в частности по поводу того, что Нобору живёт вместе с Кугэн и Ко. Так, например, она решила, что Кугэн — немецкая студентка по обмену, которая переписывалась с Нобору, а Ко вовсе его невеста. Однажды Ку заколдовывает Мисаки, чтобы она стала сильным хранителем Нобору, сама Мисаки в это время находилась без сознания.
Сэйю: Юи Кано
Мияко Такагами (яп. 高上 美夜子 Такагами Мияко)
Покойная мать Нобору и Тору. Умерла вскоре после рождения Тору. Когда-то дружила с Кугэн. Обожает милые вещи, в том числе и животных-талисманов. До такой степени, что чуть не задушила насмерть Харуки, когда он носил одежду зайца. Позже выясняется, что дух Мияко всё ещё не покинул мир людей, ведь она всё время находилась рядом с Тору. Тору на какой-то момент сумел войти в контакт с матерью благодаря духовной силе.
Сэйю: Юи Хориэ
Эбису (яп. 恵比寿)
Эбису является божеством той местности, где живут Тору и Нобору. Он также бог торговли. Руководит местным магазином у своей святыни. Так как, по его словам, люди всё реже приходят к нему на молитву, он был вынужден положиться на себя и заняться торговлей. Теперь главную роль в его жизни играют деньги. Имеет две каменные статуи имперских львов по имени Кога и Эига, которых может оживить. Эбису — настоящий бог, поэтому он может победить самых могущественных демонов, таких, как Кугэн, например. Он также сильнейший в своей местности. Обычно выглядит дружелюбным, но при этом он хитрый и жестокий в нужных ситуациях. Он следит за всеми ёкаями, которые входят на его территорию.
Сэйю: Дайсукэ Оно
Эндзю
Они с рыжими волосами. Она также лидер местной группы Они, которым принадлежит Церковь. Мечтает заполучить Бякки, чтобы стать королём Они. Несмотря на это, очень добрая и заботится о людях. Как и многие люди, любит интернет и делает онлайн-покупки на чёрном рынке, в том числе купила там однажды сосуд с Бякки и другие мощные вещи.
Сэйю: Ю Асакава
Бякки (Сиро-тян)
Белый Они. Единственная в своём роде без рогов. Её кожа, волосы, и даже одежда белая. Её глаза ярко красного цвета. Бякки очень сильная и гибкая при атаках, но обороняться не умеет, и если получит травму, то будет повержена. Забирает силы других, даже при коротком контакте, так как не может вырабатывать собственную энергию, а если не будет долго «питаться», то умрёт. Человек же будет испытывать недомогание несколько дней, таким же способом она побеждает противника. Впервые получила имя Сиро-тян (от слова «белый»), так как её имя не было известно. Она привязалась к Тору и не вытягивает его силы, а, наоборот, стремится защищать его.
Гёкуё
Серебряное божество — лиса. Сестра Кугэн. В отличие от неё не любит жить рядом с людьми. Получила прозвище «Тама» от Тори, когда он её впервые встретил.
Сэйю: Ватару Хатано (мужчина), Микако Такахаси (женщина)
Мубё
Мубё — бродячее божество земли из соседних земель, которая защищает Сакасаэн. Она переходит из одной местности в другую каждый год. Выходя за пределы земель, надевает маску, напоминающею сову. Большинство людей видят её в образе тануки. Так как она не может следить за всеми областями одновременно, эту задачу выполняет её дубликат — марионетка.
Сэйю: Каори Мидзухаси
Бэкира
Бэкира работает бокором в отделе опеки. На вопрос, кто она, отвечает, что решила больше не быть человеком. Впервые появляется, когда путешествует с Цукуёми в поисках Бякки. Носит очки, которые всё время спадают. Она является лекарем, который лечит посредством магии и может накладывать печати. Также помогла Кугэн в борьбе против Момидзи Миябэ, когда та управляла людьми, которых укусила.
Сэйю: Масуми Асано
Момидзи Миябэ
Учится в школе. Её семья является хранителями органа опеки. Она живёт одна, так как её родители уехали в командировку (её отец работает далеко от дома). Позже решает напасть на братьев Такагами в надежде, что из-за этого домой вернётся отец. Флиртует поначалу с Нобору. Момидзи — золотой оборотень, укусив человека, может превратить его в оборотня и при этом контролировать разум. Бэкира имела при себе особые инъекции, которые способны излечить человека и сделать его таким, каким он был до укуса. Так Момидзи снова стала человеком.
Сэйю: Сидзука Ито

## Роман
Серия ранобэ, написанная Дзин Сибамурой и иллюстрированная Эйдзо Ходэн. Выпуск первых серий романа состоялся в феврале 2004 года. Всего компанией ASCII Media Works было выпущено 7 глав, которые выходили под импринтом Dengeki Bunko. В 2003 году первый роман получил золотой приз на десятом конкурсе Dengeki Novel Prize.

## Манга
Дзин Сибумара на основе романа создал мангу, которая выпускалась компанией MediaWorks в ежемесячном журнале Dengeki Comic Gao! с 27 февраля 2007 года.
27 апреля 2008 года манга начала выпускаться в другом журнале Dengeki Daioh. 26 мая 2012 года компанией ASCII Media Works состоялся выпуск 9 томов манги.

## Критика
Представитель сайта Anime News Network Терон Мартин отметил, что сериал во многом схож с Kanokon. Если же первые серии аниме не выглядели реалистичными, то позже развивается колоритная комедия с драматическим подходом. Интересна главная героиня — демон-лис. Если же в похожих аниме такие персонажи представляют собой большегрудые колоритные женщины, то сама Оинари является серьёзным, пугающим и в то же время озорным существом.

## Музыка
Открытие
«KI-ZU-NA ~Haruka Naru Mono e» (яп. KI-ZU-NA 〜遥かなる者へ) исполняли: Hitomisora
Концовка
«Kaze ga Nanika o Iō to Shiteiru» (яп. 風がなにかを言おうとしている) исполняла: Саори Хаями (1-18 серии)
«Shiawase no Kotodama» (яп. シアワセの言霊) исполняли: Юкана, Саори Хаями и Микако Такахаси (18-24 серии)